# سیارک ۳۲۶۹
سیارک ۳۲۶۹ (به انگلیسی: 3269 Vibert-Douglas، نامگذاری:1981EX16) سه هزار و دویست و شصت و نهمین سیارک کشف شده‌است که در ۶ مارس ۱۹۸۱ کشف شد.
قدر مطلق سیارک برابر ۱۲٫۷۰ است.